# Miloš Luković
Miloš Luković (serbisch-kyrillisch Милош Луковић; * 18. November 2005 in Belgrad, Serbien und Montenegro) ist ein serbischer Fußballspieler.

## Karriere

### Verein
Lukovic begann seine Karriere in der Jugend des Vereins FK IMT Belgrad. Im November 2021 gab er sein Profidebüt für das Team. In der Saison 2023/24 absolvierte er insgesamt 37 Ligaspiele für den FK IMT Belgrad, erzielte 17 Tore und führte seine Mannschaft dabei regelmäßig als Kapitän aufs Feld. Bereits im Januar 2024 war Lukovic vom französischen Erstligisten Racing Straßburg für eine Ablösesumme von 4,7 Millionen Euro verpflichtet worden, blieb jedoch bis zum Saisonende leihweise in Belgrad. Nach seinem Wechsel nach Straßburg im Sommer 2024 wurde er zunächst durch eine Knieverletzung ausgebremst. Anschließend kam er zu zwei Kurzeinsätzen in der Ligue 1, gehörte danach jedoch nicht mehr zum Spieltagskader. Im Januar 2025 wurde er bis zum Saisonende an den niederländischen Erstligisten SC Heerenveen verliehen, wo er in 14 Spielen drei Tore erzielte. Auch nach seiner Rückkehr folgte eine weitere Leihe für die komplette Saison 2025/26 an UD Las Palmas in die spanische Segunda División.

### Nationalmannschaft
Lukovic hat für die serbische U19-Nationalmannschaft gespielt, mit zwei Einsätzen im Jahr 2022. Sein Debüt gab er am 22. September 2022 unter Trainer Jovan Damjanović gegen Portugal U19, das Spiel verlor man mit 0:3. Sein zweiter Einsatz gegen die U19 von Frankreich am 26. September 2022 gewann man mit 3:1 und Milos kam auf 17 Einsatzminuten. Seit 2023 ist er auch für dessen U-21-Auswahl aktiv und absolvierte bisher sechs Partien.

## Erfolge
FK IMT Belgrad
- Serbischer Zweitliga-Meister: 2022/23

## Privatleben
Sein älterer Bruder Luka Luković (* 1996) steht seit 2023 beim serbischen Erstligisten FK IMT Belgrad unter Vertrag steht.